# 水戶鐵道 (1887年—1892年)
水户铁道 （日语：／ Mito Tetsudō */?）是日本一家曾存在於1887年至1892年之間的私營鐵路公司，建设并运营了目前東日本旅客鐵道（JR东日本）水戶線和常磐線的一部分。水户铁道于1889年开业，1891年其业务转让给日本鐵道。此外，本条目的水户铁道与1901年至1927年间存在，运营现在水郡線一部分的第二代水戶鐵道没有任何关系。

## 历史

### 计划
1887年 (明治20年)1月19日，包括茨城县出身的川崎银行行长川崎八右卫门、水戶德川家管家长谷川清在内的四人向政府提交了修建从水户到小山的铁路申请，这就是水户铁道的开端。当时的县知事安田定則对这一申请产生了很大的影响，与力图发展水运的前任知事人見寧不同，安田将县政重点放在铁路建设上，这被认为是受到当时日本政府将包括東海道本線在内的铁路建设作为重要政策的影响，以及安田自身在欧洲的经验
之后，茨城县成立了铁路建设调查委员会，以决定路线应该选择水户 - 笠间 - 下馆 - 结城 - 小山一线（通称北线），还是水户 - 石冈 - 土浦 - 下妻 - 古河一线（通称南线）。在工部省铁道局局长井上胜推荐下，最终选择北线，因为其距离较短，所需建设成本较低，而且南线将与面临与水运的竞争。与此同时，以新治郡富商为主的13人组建了“常总铁道”，并提出了南线路线的申请。这一行动认为水户铁道路线选择时没有考虑到县南部人民的想法。县议会讨论了水户铁道与常总铁道的冲突，最终要求常总铁道退让，但常总铁道拒绝。最终，两项申请都提交给了政府，但由于铁道局推荐了北线，政府拒绝了常总铁道的申请，并将建设专利授予了水户铁道。

### 建设
同年5月，水户铁道成立。社長为兼任日本铁道社長的奈良原繁，大股东包括宫内省、三井财阀等。之后水户铁道于8月10日开工建设，由于除了跨越鬼怒川的桥梁外没有特别困难的工程，因此仅用了一年又两个月的时间就完工。并于1888年11月3日举行了开业典礼和试运行，1889年1月16日开始运营。此前，1888年3月，水户铁道签订了将业务委托给日本铁道管理的合同。

### 让渡
开业后，水户铁道经营状况良好，年盈余约4万日元 ，营业系数约44。但水户铁道已将运营外包给日本铁道，两间公司的社长由同一人担任，两者形同同一家公司。1891年4月29日水户铁道的股东大会决定将全部资产转让给日本铁道。于是，1892年3月1日，水户铁道正式并入日本铁道 。

## 运营形态
水户铁道刚开通时，下等车厢票价为每英里1钱，从小山到水户的全线票价为42钱，后来这个票价又增加了23%。另外，中等车厢的票价是下等车厢的两倍，上等车厢的票价是三倍。最初旅客列车每天开行2往復，上午1往復，下午1往復，之后增至4往復，全線花费时间2小时40分钟。

## 车辆
水户铁道在让渡给日本铁道时，有蒸汽机车3辆、客车12辆、货车51辆。水户铁道使用的蒸汽机车自英国进口，与日本国铁400型蒸汽机车同型。

## 车站列表
小山 - 水户间
小山 - 结城 - 川岛 - 下館 - 岩濑 - 福原 - 笠间 - 宍戶 - 内原 - 水户
水户 - 那珂川（货物线）
水户 - 那珂川